# Turpinia paucijuga
Turpinia paucijuga är en pimpernötsväxtart som beskrevs av C.L. Lundell. Turpinia paucijuga ingår i släktet Turpinia och familjen pimpernötsväxter. Utöver nominatformen finns också underarten T. p. guatemalensis.